# Anna Hutchison
Anna Hutchison es una actriz neozelandesa, más conocida por haber interpretado a Lily Chilman en Power Rangers Jungle Fury, a Alison Dine en Underbelly: A Tale of Two Cities, a Amy Smart en Go Girls y a Laeta en Spartacus: War of the Damned.

## Carrera
Entre 2002 y 2004, interpretó a Delphine Greenlaw en la serie Shortland Street. En 2006 apareció en las películas The Lost One y en la película de acción y aventura Wendy Wu: Homecoming Warrior, donde interpretó a Lisa. Ese mismo año apareció en dos episodios de la serie Orange Roughies. En 2007 apareció en la serie Ride with the Devil, donde interpretó a Pony Gemmel. En 2008 se unió a la serie Power Rangers Jungle Fury, donde interpretó a la Power Ranger Amarilla Lily Chilman. En 2009 se unió al elenco principal de la serie Go Girls, donde interpretó a Amy Smart hasta la cuarta temporada. Ese mismo año también apareció en la serie Underbelly: A Tale of Two Cities, donde interpretó a Allison Dine.
En 2010 apareció en la serie de drama, acción y fantasía Legend of the Seeker, donde interpretó a Bronwyn. En 2011 año apareció en la serie Sea Patrol, donde interpretó a Jodie. Y se unió al elenco de la serie Wild Boys, donde interpretó a Emilia Fife; sin embargo, la serie fue cancelada después de la primera temporada. En 2012 apareció en la película de horror The Cabin in the Woods, donde interpretó a Jules Louden. En 2013 se unió al elenco principal de la serie Spartacus: War of the Damned, donde interpretó a Laeta hasta el final de la serie el 12 de abril del mismo año. La serie fue la tercera y última temporada de la Spartacus.

## Vida personal
En diciembre de 2018 se casó con el productor de cine Mike Gillespie, la pareja le dio la bienvenida a su primera hija Joanie Pearl Gillespie, en el 2019.

## Filmografía

### Series de televisión
| Año         | Serie                            | Personaje         | Notas        |
| ----------- | -------------------------------- | ----------------- | ------------ |
| 2002 - 2003 | Shortland Street                 | Delphine Greenlaw | 6 episodios  |
| 2006        | Orange Roughies                  | Anya              | 2 episodios  |
| 2007        | Ride with the Devil              | Pony Gemmel       | 1 episodio   |
| 2008        | Legend of the Seeker             | Bronwyn           | 1 episodio   |
| 2008        | Power Rangers Jungle Fury        | Lily Chilman      | 32 episodios |
| 2009        | Underbelly: A Tale of Two Cities | Allison Dine      | 13 episodios |
| 2009 - 2012 | Go Girls                         | Amy Smart         | 37 episodios |
| 2011        | Wild Boys                        | Emilia Fife       | 10 episodios |
| 2011        | Sea Patrol                       | Jodie             | 1 episodio   |
| 2013        | Spartacus: War of the Damned     | Laeta             | 9 episodios  |
| 2013 - 2014 | Anger Management                 | Sasha             | 4 episodios  |
| 2014        | Auckland Daze                    | Anna              | 1 episodio   |

### Películas
| Año  | Título                     | Personaje        | Notas        |
| ---- | -------------------------- | ---------------- | ------------ |
| 2006 | The Lost One               | Emma             | Secundario   |
| 2006 | Wendy Wu: La chica Kung Fu | Lisa             | Secundario   |
| 2011 | Rotting Hill               | Lizzy            | Cortometraje |
| 2011 | Panic at Rock Island       | VJ Pilly         | Protagonista |
| 2012 | The Cabin in the Woods     | Jules Louden     | Protagonista |
| 2013 | Blinder                    | Rose             | Protagonista |
| 2014 | Call to Duty               | Sarah Williams   | Protagonista |
| 2015 | Sugar Mountain             | Angie Miller     | Protagonista |
| 2015 | The Night Before           | Kayla            | Secundario   |
| 2015 | Wrecker                    | Emily Kirk       | Protagonista |
| 2015 | The Right Girl             | Kimberly         | Secundario   |
| 2016 | Wrong Swipe                | Anna             | Protagonista |
| 2016 | Into the Fire              | Sarah Williams   | Protagonista |
| 2016 | Drive By                   | Lisa             | Cortometraje |
| 2016 | Cup of Love                | Zoe Walker       | Protagonista |
| 2017 | Vengeance: A Love Story    | Teena            |              |
| 2017 | Encounter                  | Jessica Flemming |              |
| 2019 | Robert the Bruce           | Morag            |              |
| 2019 | Starting Up Love           | Jillian          |              |

2018 A Christmas Hero. Jenny Protagonista

### Teatro
| Año         | Obra                | Personaje                             | Director       |
| ----------- | ------------------- | ------------------------------------- | -------------- |
| 2003        | To Russia with Love | Lolita                                | Colin Mitchell |
| 2004        | Sex With Strangers  | Sophie                                | Colin Mitchell |
| 2004 - 2005 | The Woman           | Peggy Day - Hairdresser - Miss Myrtle | Katie Wolfe    |

## Premios y nominaciones
| Año  | Categoría                                  | Premio                                          | Serie                            | Resultado |
| ---- | ------------------------------------------ | ----------------------------------------------- | -------------------------------- | --------- |
| 2010 | Most Outstanding New Talent                | Graham Kennedy Award                            | Underbelly: A Tale of Two Cities | Nominada  |
| 2009 | Images & Sound Success in Television       | WIFT Award                                      | -                                | Nominada  |
| 2006 | Best Performance in a Short Film           | New Zealand Screen Awards                       | The Lost One                     | Nominada  |
| 2005 | Best Actress                               | TV Guide Best on the Box People's Choice Awards | Shortland Street                 | Nominada  |
| 2004 | Best Actress                               | TV Guide Best on the Box People's Choice Awards | Shortland Street                 | Nominada  |
| 2003 | Best Juvenile Actor in a Television Series | New Zealand Television & Film Awards            | Shortland Street                 | Nominada  |
| 2003 | Rising Star                                | TV Guide Best on the Box People's Choice Awards | Shortland Street                 | Ganadora  |